# Gustav Kohn (Verwaltungsbeamter)
Gustav Eugen Kohn (* 30. Dezember 1848 in Reubach; † 25. Februar 1907 in Sulz am Neckar) war ein württembergischer Oberamtmann.

## Leben
Kohn, Sohn eines Pfarrers und evangelischer Konfession, studierte von 1867 bis 1872 Regiminalwissenschaften in Tübingen und München. Seit 1867 war er Mitglied der Studentenverbindung Landsmannschaft Ghibellinia Tübingen. Er legte 1873 die erste und 1874 die zweite höhere Dienstprüfung ab. 
1874 trat er in die württembergische Innenverwaltung ein. Von 1888 bis 1907 leitete er als Oberamtmann das Oberamt Sulz, seit 1904 mit dem Titel Regierungsrat.

## Ehrungen
- 1905: silberne Karl-Olga-Medaille